# Gran Premio motociclistico di Spagna 1994
Il Gran Premio motociclistico di Spagna 1994 fu il quarto Gran Premio della stagione e si disputò l'8 maggio 1994 sul circuito di Jerez de la Frontera.
Nella classe 500 il vincitore fu Mick Doohan su Honda, davanti alla Suzuki di Kevin Schwantz, partito in pole position, e alla Cagiva di John Kocinski; in questo Gran Premio la Aprilia portò al debutto una moto bicilindrica di 400 cm³, affidata al rientrante Loris Reggiani.
Nella 250 il podio fu occupato da Jean-Philippe Ruggia, seguito da Doriano Romboni e Tadayuki Okada. A causa di un errore del direttore di gara, che aveva mostrato la bandiera a scacchi in anticipo ad alcuni piloti nelle ultime posizioni, inizialmente la classifica ufficiale della gara venne presa al termine del 25º e penultimo giro, con Ralf Waldmann sul podio al posto di Okada; in seguito la FIM decise di accogliere il ricorso presentato dal team di Okada e quindi di considerare come ordine d'arrivo ufficiale quello sulla distanza completa.
Il podio della classe 125 per la seconda volta in stagione fu composto interamente da piloti a bordo di moto Aprilia, con Kazuto Sakata vincitore davanti a Peter Öttl e Herri Torrontegui.

## Classe 500

### Arrivati al traguardo
| Pos. | Nº | Pilota               | Squadra               | Motocicletta  | Giri | Tempo     | Griglia | Punti |
| ---- | -- | -------------------- | --------------------- | ------------- | ---- | --------- | ------- | ----- |
| 1º   | 4  | Mick Doohan          | Honda Team HRC        | Honda         | 27   | 47:31.082 | 3º      | 25    |
| 2º   | 1  | Kevin Schwantz       | Lucky Strike Suzuki   | Suzuki        | 27   | +0.489    | 1º      | 20    |
| 3º   | 11 | John Kocinski        | Cagiva Team Agostini  | Cagiva        | 27   | +9.265    | 2º      | 16    |
| 4º   | 6  | Alex Barros          | Lucky Strike Suzuki   | Suzuki        | 27   | +13.258   | 4º      | 13    |
| 5º   | 8  | Àlex Crivillé        | Honda Team HRC        | Honda         | 27   | +14.825   | 8º      | 11    |
| 6º   | 17 | Alberto Puig         | Ducados Honda Pons    | Honda         | 27   | +21.122   | 5º      | 10    |
| 7º   | 10 | Doug Chandler        | Cagiva Team Agostini  | Cagiva        | 27   | +38.792   | 6º      | 9     |
| 8º   | 50 | Niall Mackenzie      | Slick 50 Team WCM     | ROC Yamaha    | 27   | +40.359   | 12º     | 8     |
| 9º   | 13 | Loris Reggiani       | Aprilia Racing        | Aprilia       | 27   | +45.666   | 7º      | 7     |
| 10º  | 15 | John Reynolds        | Padgett's Motorcycles | Harris Yamaha | 27   | +1:25.292 | 13º     | 6     |
| 11º  | 14 | Jeremy McWilliams    | Millar Racing         | Yamaha        | 27   | +1:36.394 | 14º     | 5     |
| 12º  | 24 | Cristiano Migliorati | Team Pedercini        | ROC Yamaha    | 26   | +1 giro   | 19º     | 4     |
| 13º  | 12 | Juan López Mella     | Lopez Mella Racing    | ROC Yamaha    | 26   | +1 giro   | 17º     | 3     |
| 14º  | 51 | Jean Pierre Jeandat  | JPJ Racing            | ROC Yamaha    | 26   | +1 giro   | 25º     | 2     |
| 15º  | 28 | Julián Miralles      | Team ROC              | ROC Yamaha    | 26   | +1 giro   | 20º     | 1     |
| 16º  | 44 | Marc Garcia          | DR Team Shark         | ROC Yamaha    | 26   | +1 giro   | 26º     |       |
| 17º  | 36 | Jean Foray           | Jean Foray Racing     | ROC Yamaha    | 26   | +1 giro   | 23º     |       |
| 18º  | 29 | Andreas Leuthe       | Doppler Austria       | ROC Yamaha    | 26   | +1 giro   | 27º     |       |
| 19º  | 21 | Cees Doorakkers      | Team Doorakkers       | Harris Yamaha | 26   | +1 giro   | 31º     |       |
| 20º  | 27 | Bernard Haenggeli    | Haenggeli Racing      | ROC Yamaha    | 26   | +1 giro   | 21º     |       |
| 21º  | 31 | Lothar Neukirchner   | Sachsen Racing        | Harris Yamaha | 25   | +2 giri   | 32º     |       |

### Ritirati
| Nº | Pilota           | Squadra                 | Motocicletta  | Giri | Griglia |
| -- | ---------------- | ----------------------- | ------------- | ---- | ------- |
| 16 | Laurent Naveau   | Euro Team               | ROC Yamaha    | 25   | 15º     |
| 7  | Shin'ichi Itō    | Honda Team HRC          | Honda         | 14   | 10º     |
| 3  | Daryl Beattie    | Marlboro Team Roberts   | Yamaha        | 11   | 11º     |
| 23 | Lucio Pedercini  | Team Pedercini          | ROC Yamaha    | 10   | 30º     |
| 5  | Luca Cadalora    | Marlboro Team Roberts   | Yamaha        | 9    | 9º      |
| 30 | Vittorio Scatola | Team Paton              | Paton         | 6    | 29º     |
| 25 | Marco Papa       | Team Elit               | ROC Yamaha    | 5    | 28º     |
| 18 | Bernard Garcia   | Yamaha Motor France     | ROC Yamaha    | 2    | 16º     |
| 20 | Kevin Mitchell   | MBM Racing              | Harris Yamaha | 1    | 22º     |
| 34 | Bruno Bonhuil    | MTD Objectif 500        | ROC Yamaha    | 1    | 24º     |
| 19 | Sean Emmett      | Shell Harris Grand Prix | Harris Yamaha | 0    | 18º     |

## Classe 250

### Arrivati al traguardo
| Pos. | Nº | Pilota                    | Squadra                  | Motocicletta | Giri | Tempo     | Griglia | Punti |
| ---- | -- | ------------------------- | ------------------------ | ------------ | ---- | --------- | ------- | ----- |
| 1º   | 17 | Jean-Philippe Ruggia      | Chesterfield Aprilia     | Aprilia      | 26   | 46:16.824 | 4º      | 25    |
| 2º   | 5  | Doriano Romboni           | HB Racing Team Italy     | Honda        | 26   | +0.647    | 5º      | 20    |
| 3º   | 8  | Tadayuki Okada            | Kanemoto Honda           | Honda        | 26   | +0.855    | 3º      | 16    |
| 4º   | 28 | Ralf Waldmann             | HB Honda Germany         | Honda        | 26   | +0.956    | 6º      | 13    |
| 5º   | 11 | Nobuatsu Aoki             | JHA Racing               | Honda        | 26   | +8.468    | 7º      | 11    |
| 6º   | 15 | Luis d'Antín              | Repsol-MX Honda Pepsi    | Honda        | 26   | +31.582   | 8º      | 10    |
| 7º   | 1  | Tetsuya Harada            | Yamaha Motor France      | Yamaha       | 26   | +31.694   | 15º     | 9     |
| 8º   | 22 | Jean-Michel Bayle         | Chesterfield Aprilia     | Aprilia      | 26   | +31.814   | 11º     | 8     |
| 9º   | 12 | Wilco Zeelenberg          | DC Racing                | Honda        | 26   | +32.268   | 9º      | 7     |
| 10º  | 19 | Eskil Suter               | Mohag Aprilia            | Aprilia      | 26   | +37.308   | 20º     | 6     |
| 11º  | 23 | Carlos Checa              | Givi Racing              | Honda        | 26   | +48.411   | 14º     | 5     |
| 12º  | 32 | Jurgen van den Goorbergh  | Team Forza La Moto       | Aprilia      | 26   | +51.828   | 12º     | 4     |
| 13º  | 58 | Miguel Castilla           | Cepsa 10 X 10            | Yamaha       | 26   | +1:09.034 | 23º     | 3     |
| 14º  | 26 | Bernd Kassner             | Racing Team Munich       | Aprilia      | 26   | +1:09.176 | 16º     | 2     |
| 15º  | 30 | José Luis Cardoso         | PR2                      | Aprilia      | 26   | +1:14.081 | 19º     | 1     |
| 16º  | 59 | Óscar Sainz               | Motos Lolo-Castrol       | Yamaha       | 26   | +1:21.836 | 16º     |       |
| 17º  | 39 | Alessandro Gramigni       | Gramigni Gasss           | Aprilia      | 26   | +1:30.913 | 17º     |       |
| 18º  | 13 | Frédéric Protat           | Tech 3                   | Honda        | 26   | +1:40.540 | 25º     |       |
| 19º  | 38 | Luis Maurel               | Maurel Competicion       | Honda        | 26   | +1:41.499 | 24º     |       |
| 20º  | 16 | Patrick van den Goorbergh | Racing Team vd Goorbergh | Aprilia      | 26   | +1:47.930 | 27º     |       |
| 21º  | 40 | Giuseppe Fiorillo         | Marlboro Team Pileri     | Honda        | 25   | +1 giro   | 22º     |       |
| 22º  | 41 | Jamie Robinson            | Team Cotoni              | Honda        | 25   | +1 giro   | 30º     |       |
| 23º  | 31 | Enrique de Juan           |                          | Aprilia      | 25   | +1 giro   | 32º     |       |
| 24º  | 33 | Kristian Kaas             | KKN Racing               | Yamaha       | 25   | +1 giro   | 29º     |       |

### Ritirati
| Nº | Pilota             | Motocicletta | Giri | Griglia |
| -- | ------------------ | ------------ | ---- | ------- |
| 34 | Christian Boudinot | Aprilia      | 24   | 31º     |
| 2  | Loris Capirossi    | Honda        | 22   | 1º      |
| 6  | Andreas Preining   | Aprilia      | 22   | 13º     |
| 4  | Max Biaggi         | Aprilia      | 21   | 2º      |
| 43 | Manuel Hernández   | Aprilia      | 13   | 33º     |
| 24 | Jim Filice         | Yamaha       | 11   | 18º     |
| 20 | Adrian Bosshard    | Honda        | 9    | 10º     |
| 36 | Alan Patterson     | Honda        | 5    | 34º     |
| 27 | Adi Stadler        | Honda        | 2    | 26º     |
| 37 | Noël Ferro         | Honda        | 0    | 28º     |

## Classe 125

### Arrivati al traguardo
| Pos. | Nº | Pilota                | Squadra                | Motocicletta | Giri | Tempo     | Griglia | Punti |
| ---- | -- | --------------------- | ---------------------- | ------------ | ---- | --------- | ------- | ----- |
| 1º   | 2  | Kazuto Sakata         | Semprucci Krona        | Aprilia      | 23   | 43:05.188 | 1º      | 25    |
| 2º   | 10 | Peter Öttl            | Marlboro Aprilia Eckl  | Aprilia      | 23   | +6.802    | 3º      | 20    |
| 3º   | 9  | Herri Torrontegui     | Semprucci Krona        | Aprilia      | 23   | +10.048   | 6º      | 16    |
| 4º   | 5  | Noboru Ueda           | Givi Racing            | Honda        | 23   | +11.650   | 5º      | 13    |
| 5º   | 1  | Dirk Raudies          | HB Team Raudies        | Honda        | 23   | +12.183   | 2º      | 11    |
| 6º   | 3  | Takeshi Tsujimura     | Technical Sports       | Honda        | 23   | +26.358   | 7º      | 10    |
| 7º   | 14 | Oliver Koch           | GP Team Ditter Plastic | Honda        | 23   | +26.981   | 12º     | 9     |
| 8º   | 35 | Loek Bodelier         | LB Zwafink Racing      | Honda        | 23   | +27.322   | 14º     | 8     |
| 9º   | 8  | Jorge Martínez        | Aspar Cepsa            | Yamaha       | 23   | +27.887   | 4º      | 7     |
| 10º  | 36 | Masaki Tokudome       | Racing Supply          | Honda        | 23   | +29.463   | 11º     | 6     |
| 11º  | 19 | Garry McCoy           | AGV Attac Racing       | Aprilia      | 23   | +35.899   | 13º     | 5     |
| 12º  | 32 | Stefano Perugini      | Team Italia IPA Corse  | Aprilia      | 23   | +36.148   | 17º     | 4     |
| 13º  | 7  | Oliver Petrucciani    | Marlboro Aprilia       | Aprilia      | 23   | +1:01.533 | 10º     | 3     |
| 14º  | 12 | Haruchika Aoki        | Moto Bum Honda         | Honda        | 23   | +1:06.475 | 23º     | 2     |
| 15º  | 23 | Bruno Casanova        | Scot Racing            | Honda        | 23   | +1:06.558 | 27º     | 1     |
| 16º  | 37 | Frédéric Petit        |                        | Yamaha       | 23   | +1:06.600 | 29º     |       |
| 17º  | 24 | Hans Spaan            | Arie Molenaar Racing   | Honda        | 23   | +1:07.212 | 25º     |       |
| 18º  | 29 | Gabriele Debbia       | Team Elit              | Aprilia      | 23   | +1:07.618 | 18º     |       |
| 19º  | 58 | Antonio Sánchez       | Konik-Tombas           | Honda        | 23   | +1:23.916 | 30º     |       |
| 20º  | 59 | Juan Enrique Maturana |                        | Yamaha       | 23   | +1:27.378 | 28º     |       |
| 21º  | 33 | Vittorio Lopez        | Marlboro Team Pileri   | Honda        | 23   | +1:28.240 | 35º     |       |
| 22º  | 16 | Manfred Baumann       | Team Baumann           | Yamaha       | 23   | +1:28.530 | 31º     |       |
| 23º  | 18 | Masafumi Ono          | Team Unemoto           | Honda        | 23   | +1:37.976 | 33º     |       |
| 24º  | 39 | Nicolas Dussauge      |                        | Honda        | 23   | +1:44.594 | 32º     |       |

### Ritirati
| Nº | Pilota            | Motocicletta | Giri | Griglia |
| -- | ----------------- | ------------ | ---- | ------- |
| 6  | Akira Saitō       | Honda        | 15   | 8º      |
| 4  | Yoshiaki Katō     | Yamaha       | 15   | 21º     |
| 26 | Emilio Alzamora   | Honda        | 10   | 16º     |
| 25 | Neil Hodgson      | Honda        | 6    | 19º     |
| 30 | Manfred Geissler  | Aprilia      | 4    | 22º     |
| 20 | Daniela Tognoli   | Aprilia      | 4    | 34º     |
| 27 | Tomoko Igata      | Honda        | 3    | 20º     |
| 15 | Stefan Prein      | Yamaha       | 2    | 15º     |
| 11 | Fausto Gresini    | Honda        | 0    | 9º      |
| 22 | Lucio Cecchinello | Honda        | 0    | 24º     |
| 28 | Hideyuki Nakajō   | Honda        | 0    | 26º     |